# Belinea

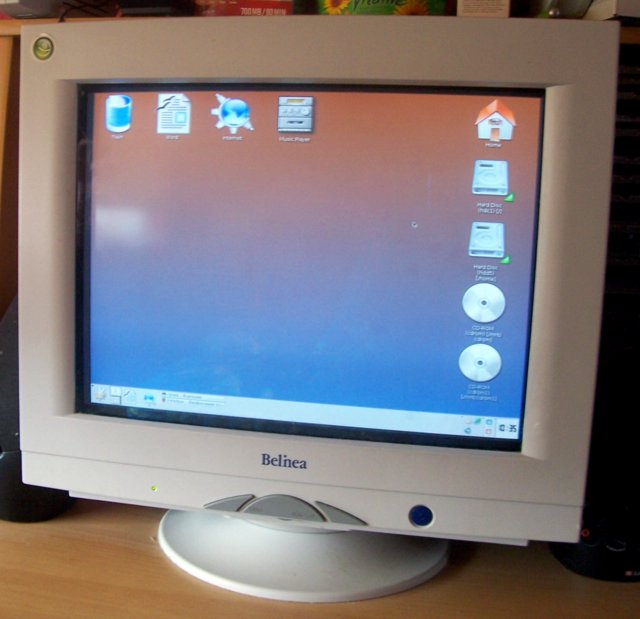
Un écran Belinea 10 60 55 (19" CRT, 1280×1024)

Belinea (écrit avec les lettres n et i fusionnées) est une marque d'écran d'ordinateur produit par MAXDATA et vendu principalement en Europe. Ce nom est apparu pour la première fois en 1991. Les écrans Belinea sont connus pour leur apparence unique avec un bouton POWER bleu et trois boutons de contrôle des paramètres de l'écran de couleur gris. Les noms des modèles sont habituellement un triplet de nombres à deux chiffres (10 20 20 par exemple).
La marque commercialise à l'origine des écrans cathodiques (CRT) comme des écrans plats (LCD). Belinea produisait également des ordinateurs portables.
La marque d'écran Belinea était bien connue et disponible dans 23 pays européens au cours de sa période faste (1998 à 2002).

## Origines et stratégie
La marque Belinea a été conçue dès le début de manière très dynamique. En tant que leader du marché allemand, Belinea accélère les changements technologiques en Allemagne et en Europe de manière constante depuis sa création en 1991.
Une stratégie produit élaborée, le pouvoir de l'innovation et des partenariats soigneusement développés avec les détaillants sont à la base de ce succès et ont ouvert la voie à l'Europe.

## Historique de la marque
- 1991 : MAXDATA fonde la marque Belinea[1].
- 1995 : Quatre ans plus tard, Belinea est le leader du marché des moniteurs en Allemagne.
- 1998 : Avec le modèle 10 14 10[2], Belinea commercialise son premier moniteur TFT et se hisse au rang de la marque de moniteur la plus vendue d’Europe de l’Ouest.
- 1999 : Belinea a vendu 1,5 million d’écrans d’ordinateur dans toute l’Europe et se place à la première position du classement des ventes dans neuf pays européens[3].
- 2000 : Belinea célèbre la vente de cinq millions d’écrans d’ordinateur.
- 2001 : le chiffre des ventes d'écrans TFT de Belinea augmente trois fois plus vite que le marché allemand dans son ensemble.
- 2002 : Belinea devient le leader du marché des écrans TFT en Allemagne.
- 2003 : Pour la première fois de l'histoire, les ventes d'écrans TFT dépassant le nombre d'écrans CRT. Les ventes des moniteurs TFT Belinea ont augmenté de plus de 31 % par rapport à 2002. Belinea expédie pour la première fois un million de moniteurs à ses clients.
- 2004 : Belinea augmente ses ventes de 16 %, et d’environ 33 % dans le segment TFT. À la fin de l'année, plus de 600 000 écrans avaient été vendus en Allemagne et environ 1,2 million en Europe[4].
- 2005 : Belinea détient une part de marché de 10% du marché allemand des moniteurs.
- 2007 : Les ventes de Belinea s'élèvent à 1,67 million d'écrans TFT dans toute l'Europe.
- 2009 : Brunen IT achète la marque Belinea.
- 2015 : la marque Belinea est mise en vente à la suite du rachat du groupe Brunen IT par Blue Chip Computer AG en 2010.

## Mise en vente de la marque Belinea
Le groupe Brunen IT a été acquis en octobre 2010 par Bluechip Computer (de). Dans ce contexte, le réalignement stratégique du groupe Brunen IT a mis l'accent sur le cœur de métier de la société, à savoir la production de PC sous la marque ONE et la vente directe via Internet.
Ces circonstances ont rendu essentielle l'essaimage de la marque de distribution Belinea et de sa structure de distribution. En conséquence, les droits de la marque ont été exclus de l’acquisition de Brunen IT Group et sont restés chez les anciens actionnaires.
Pour citer la brochure de publication de la mise en vente de la marque : "Pour maintenir l'image de marque bien connue, la production d'appareils sous la marque Belinea doit continuer. En fin de compte, la vente de la marque sert principalement à protéger l’image de Belinea."
Au jour de l'actualisation de cet article, bien que le nom de domaine belinea.com soit toujours enregistré, la marque est de moins en moins visible sur Internet et tout porte à croire qu'elle est définitivement tombée dans l'oubli et qu'elle ne soit plus en mesure de réapparaître.